# فلورنس بالين
فلورنس بالين (بالإنجليزية: Florence Ballin)‏ مواليد 27 أبريل 1887 في نيويورك - الوفاة 1 أبريل 1975، كانت لاعبة كرة مضرب أمريكية.

## النهائيات

### الزوجي المختلط (الوصافة 3)
| الحصيلة | السنة | البطولة           | الشريك    | المنافس في النهائي               | النتيجة في النهائي |
| ------- | ----- | ----------------- | --------- | -------------------------------- | ------------------ |
| الوصافة | 1916  | البطولة الأمريكية | بيل تيلدن | إليونورا سيرز ويليس إي ديفيس     | 4–6, 5–7           |
| الوصافة | 1917  | البطولة الأمريكية | بيل تيلدن | مولا مالوري إيرفينغ رايت         | 12–10, 1–6, 3–6    |
| الوصافة | 1919  | البطولة الأمريكية | بيل تيلدن | ماريون زينديرستين فنسنت ريتشاردز | 6–2, 9–11, 2–6     |